# 约翰·邓宁
约翰·雷·邓宁（英語：John Ray Dunning，1907年9月24日—1975年8月25日）是美国的物理学家，在制造出世界首个原子弹的曼哈顿计划中起到了举足轻重的作用。他专于中子物理，在研究用于同位素分离的氣體擴散法时也起到了推动作用。1950年-1969年间，他担任哥伦比亚大学傅氏基金工程和应用科学学院院长。